# Liste des lieux patrimoniaux du district de Parry Sound
Cet article recense les lieux patrimoniaux du district de Parry Sound inscrits au répertoire des lieux patrimoniaux du Canada, qu'ils soient de niveau provincial, fédéral ou municipal.

## Liste
| [ 1 ] | Lieu patrimonial                              | Illustration                                  | Municipalité                                 | Adresse           | Coordonnées      | No    | Constr. | Prot.                                    | Rec. | Notes |
| ----- | --------------------------------------------- | --------------------------------------------- | -------------------------------------------- | ----------------- | ---------------- | ----- | ------- | ---------------------------------------- | ---- | ----- |
| F     | Phare d’alignement postérieur du Snug Harbour | Phare d’alignement postérieur du Snug Harbour | Carling (en)                                 |                   | 45.374 -80.311   | 15955 | 1894    | ÉFP reconnu                              | 2007 |       |
| P     | Commanda General Store                        | Téléverser                                    | Nipissing (en)                               | 4077, Highway 522 | 45.9516 -79.6053 | 10425 |         | Ontario Heritage Foundation Easement     | 1980 |       |
| M     | Belvedere Heights Lookout                     | Téléverser                                    | Parry Sound                                  | Belvedere         | 45.3426 -80.0397 | 18530 |         | Municipal Heritage Designation (Part IV) | 2008 |       |
| F     | Gare ferroviaire du Canadien Pacifique        | Téléverser                                    | Parry Sound                                  | 1 Avenue Road     | 45.346 -80.038   | 7094  | 1907    | GFP                                      | 1993 |       |
| F     | Phare d’alignement postérieur                 | Téléverser                                    | Parry Sound                                  |                   | 45.5558 -80.4856 | 13059 | 1910    | ÉFP reconnu                              | 2006 |       |
| F     | Phare                                         | Phare                                         | The Archipelago (en)                         |                   | 45.5591 -80.5037 | 9821  | 1889    | ÉFP reconnu                              | 1994 |       |
| F     | Phare et résidence                            | Phare et résidence                            | Unorganized Centre Parry Sound District (en) | Île Gereaux       | 45.7444 -80.6591 | 9678  | 1880    | ÉFP reconnu                              | 1991 |       |
| F     | Phare du rocher Red                           | Phare du rocher Red                           | Unorganized Centre Parry Sound District (en) | Île Red Rock      | 45.3608 -80.3971 | 13214 | 1911    | ÉFP reconnu                              | 2007 |       |